# Brunfelsia brasiliensis
Brunfelsia brasiliensis là loài thực vật có hoa trong họ Cà. Loài này được (Spreng.) L.B.Sm. & Downs mô tả khoa học đầu tiên năm 1966.